# Oriolus flavocinctus
Oriolus flavocinctus là một loài chim trong họ Oriolidae.